# هدايا فروبل

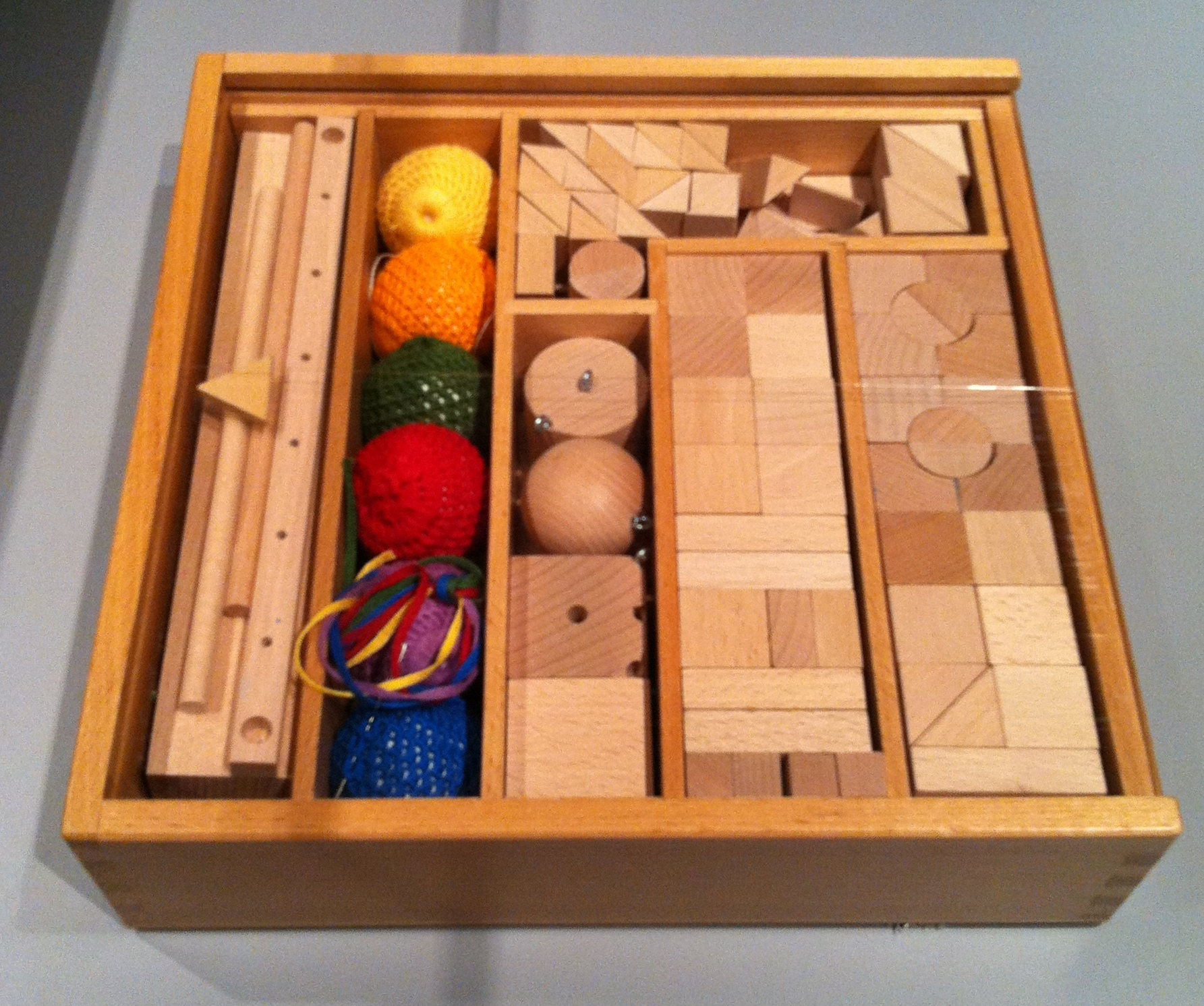

هدايا فروبل (بالألمانية: Fröbelgaben ،بالإنجليزية: Froebel Gifts) هي عبارة عن مجموعة من المواد التعليمية تتخذ أشكال هندسية مختلفة كالمثلثات والمربعات. صممت هذه المواد من قبل فرديرك فروبل Friedrich Fröbel واستخدمت في رياض الأطفال الموجودة في Bad Blankenburg إحدى المدن الألمانية.
تساهم هدايا فروبل في إثراء عقل الطفل بما تضفيه من تعليم يمكنه من استخدام بيئته كوسيلة تعليمية مساعدة، كما تساعده على الربط بين الحياة الإنسانية والحياة المتركزة في الطبيعة، وفي النهاية تكون رابطة بين الطفل والإنسان البالغ، وهذا ما أشار إليه Joachim Liebschner في كتابه A Child's Work: Freedom and Guidance in Froebel's Educational Theory and Practice.وتبقى هدايا فروبل مستخدمة في الكثير من المدن اليابانية والكورية.
== الشكل الكروي ==فرول
إن كل الأشكال الهندسية متطورة منطقياً من الشكل الكروي، الذي يعتبر الشكل الأساسي المصدري لكافة الأشكال الهندسية الصلبة.
وإن الشكل الكروي في هدايا فروبل يتصور في مخيلة الطفل على هيئة تفاحة مثلاً، أو أي شكل كروي آخر موجود في تجربة الطفل، وذلك سيساهم في تكوين نشاط ينّمي طاقات الطفل وقدراته وحواسه، وسيساهم أيضاً في تنمية الإدراك والتركيز والفعل الحر المستقل.

## حركة فروبل
حركة فروبل تركز على نشاط الطفل، لأن النشاط هو نقطة البدء في التعليم، وكذلك الخبرة المأخوذة من المعلم. يرى فروبل أن صفة النفس الأساسية هي الصفة الإرادية لا العقلية ؛يعني أن يكون تدريب الطفل اعتماداً على الحس الإرادي العاطفي أكثر من القدرة العقلية.بالرغم من أن مبادئ فروبل قد طبقت في مرحلة واحدة من مرحل التربية وهي مرحلة رياض الأطفال، إلا إنها تعتبر مادة أساسية لكافة المراحل التعليمية. لقد كان لمبادئ فروبل أثر في تغيير وتنظيم العمل المدرسي وطرقه؛ فمثلاً إحدى مبادئ فروبل تنص على إيجاد صلة بين المنهاج الدراسي والحياة الاجتماعية المعاصرة للطفل، فإذا ما نمّيت المادة التعليمية على هذا الأساس ستتحقق النتائج في الحياة العملية للطفل.

## قانون الوحدة
إن حركة فروبل تنص على قانون الوحدة أو الاتصال الذاتي (بالإنجليزية: connectedness Inner)‏؛ وهذا يعني بأن غاية التربية هي توسيع حياة الفرد حتى تشمل الواقع الروحي، لأن الواقع الروحي يشمل حياة الإنسان والطبيعة، لذا سينحصر تحقيق هذا القانون في حياة الفرد، ويرى فروبل بأن كل مخلوق أو واقع سيساهم في بناء جوهر النظام التربوي.لقد شدد قانون الوحدة على ضرورة دراسة الطبيعة وخصائصها، لأنها ستقود إلى الاعتقاد بوجود الله، وهذا ما تجلى في كتابات فروبل.

## ابتكار هدايا فروبل
اعتقد فروبل بأن هذه الوحدة موجودة في العالم غير العضوي الذي يشكل الرموز في مخيلة الطفل ومن هنا ابتكر هدايا فروبل ليحقق هذا المفهوم، ومن خلال إدراك فروبل الوحدة والاتصال العضوي بين مواضيع الدرس المختلفة في المناهج الدراسية كون مفهومه عن النمو العقلي الذي يبني المعرفة والعاطفة والإرادة. إن مفهوم التطور العضوي ينص على وجود نشاط جديد لكل نشاط سابق، لذا فإن التربية ستكون تطوراً ناتجاً عن الوحدة.

## تأسيس رياض الأطفال
يعد فروبل أباً لرياض الأطفال، حيث أسس روضة في ألمانيا وأطلق عليها اسم حديقة الأطفال وكان ذلك في سنة 1837م، لذا فإن فروبل هو الأصل في تسمية روضة الأطفال Kinder-garten أوgarden of children.أثرت هدايا فروبل على الكثير من الأجيال، وخاصةً من تخصص منهم في مجال الهندسة أو الفنون المرئية.

## أقسام هدايا فروبل
تتضمن اليوم هدايا فروبل على 11 هدية، خمسة منها ابتكرت من قبل فروبل. تزداد هذه الهدايا تعقيداً مع نمو الطفل. كل هدية تتضمن مجموعة من الأجزاء، على الطفل أن يفتح صندوق الهدية في كل مرة ويفحص كل شكل من الأشكال، ليرتبها أو يضعها بصورة معينة ليتمكن من معرفة العلاقة التي تربط بين كل شكل مع الأشكال الأخرى.
| رقم الهدية  | مكوناتها                                                           |
| ----------- | ------------------------------------------------------------------ |
| الأولى      | 6كرات من الغزل مع وجود خيط في نهاية كل منها                        |
| الثانية     | مكعبان، كرتان، أسطوانتان                                           |
| الثالثة     | 8 مكعبات                                                           |
| الرابعة     | 8 شكل متوازي مستطيلات                                              |
| الخامسة     | 21 مكعب،6 نصف مكعب،12 ربع مكعب                                     |
| السادسة     | 18 متوازي مستطيلات 6منها عبارة عن أعمدة ضيقة و12 يشبه شكلها المكعب |
| السابعة     | 172 ورقة تتخذ أشكال هندسية مختلفة                                  |
| الثامنة     | تتضمن حلقات وعيدان بأطوال وأقطار مختلفة                            |
| التاسعة     | كرات صغيرة جداً بألوان مختلفة                                       |
| العاشرة     | عيدان وكرات تستخدم لتكوين هياكل وشبكات                             |
| الحادية عشر | أسطوانة مقسمة إلى أجزاء صغيرة                                      |

- قد تختلف هدايا فروبل في أشكالها أو أعدادها تبعاً للشركة المصممة.

## جالاري فروبل Froebel Gallery
اعتماداً على فلسفة فروبل حول التعليم، تم جمع فنون ووسائل تعليمية من مختلف دول العالم في منزل بُنِي سنة 1850 في أميركا(نيو يورك ستي)، ليبين التقدم الملحوظ الذي استطاع التعليم أن يحققه.

## مؤلفات فروبل
- ذا اديوكَشن اوف مان 1826 The Education of Man
- ذا بدغجِس اوف ذا كندرغارتن The pedagogice of The Kindergarten1861
- اديوكَشن باي دفيلوبمنت 1861 Education By development

## وصلات خارجية
- موقع أوزبود - لعبة
- موقع فريدريش فروبل